# Ellinghoven
Ellinghoven ist ein Ortsteil der Mittelstadt Wegberg im Kreis Heinsberg im Bundesland Nordrhein-Westfalen.

## Geografie

### Lage
Ellinghoven liegt östlich von Wegberg an der Bahnlinie Dalheim – Mönchengladbach sowie an der Kreisstraße 12.
Der Mühlenbach fließt im Nordosten an Ellinghoven entlang und bildet von Kipshoven bis zum Holtmühlenweiher den Grenzverlauf zwischen der Stadt Mönchengladbach und dem Kreis Heinsberg. Bei Ellinghoven unterquert der Mühlenbach die Bahnlinie.

### Nachbarorte
| Holtmühle    | Gatzweiler                                  | Woof       |
| Beeckerheide | Kompassrose, die auf Nachbargemeinden zeigt | Genhausen  |
| Beeck        | Moorshoven                                  | Gripekoven |

## Geschichte

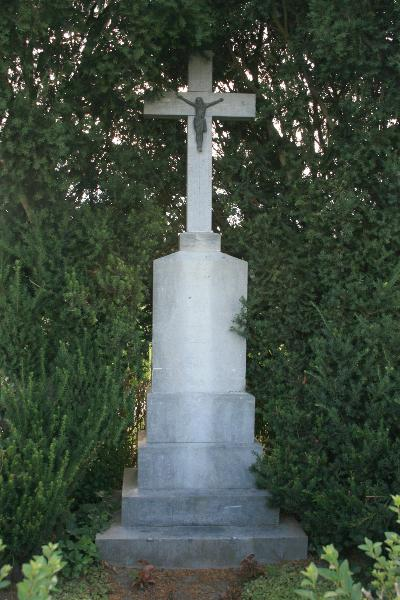
Hagelkreuz, Am Pappershof

Ellinghoven wird im Jahre 1514 Elickhouven und 1582 Ellinkhoven geschrieben.

## Infrastruktur
Es existieren zwei landwirtschaftliche Betriebe und einige Kleingewerbebetriebe. Die Ortschaft ist ländlich geprägt und ohne Durchgangsverkehr.
WestVerkehr bedient den Ort mit der AVV-Buslinie 411. Diese ist vor allem auf die Schülerbeförderung von und nach Wegberg und Beeck ausgerichtet. Abends und am Wochenende kann der MultiBus angefordert werden.
| Linie | Verlauf |
| ----- | --- |
| 411   | morgens: Kehrbusch → Isengraben → Flassenberg → Rath-Anhoven Schule → Schönhausen → Felderhof → Bissen bei Beeck → Moorshoven → Holtum → Uevekoven → Wegberg → Beeck Grundschule morgens: Bissen → Busch → Holtmühle → Kipshoven → Gripekoven – Ellinghoven → Beeck Grundschule → Wegberg mittags/nachmittags: Wegberg → Beeck Grundschule → Holtum → Uevekoven → (Bissen →) Busch → Holtmühle → Kipshoven → Gripekoven → Ellinghoven → Moorshoven → Bissen bei Beeck → Felderhof → Schönhausen → Rath-Anhoven Schule → Isengraben → Flassenberg → Kehrbusch |

## Sehenswürdigkeiten

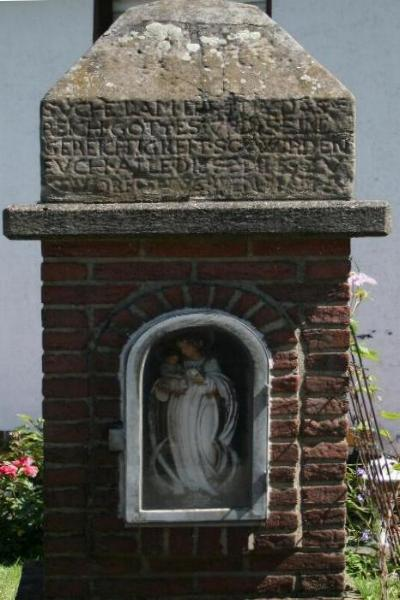
Bildstock in Ellinghoven

- Bildstock, In Ellinghoven 26 als Denkmal Nr. 39
- Wegekreuz, In Ellinghoven
- Wegekreuz, Am Pappershof

## Vereine
- Dorfgemeinschaft Ellinghoven
- Freiwillige Feuerwehr Wegberg, Löschgruppe Moorshoven, zuständig auch für die Ortschaft Ellinghoven.